# Giovanni Starcke
Giovanni Starcke, M.S.F. – zarządca Misji siu iurius dla Północnej Norwegii w latach 1931–1939.